# Тростниця
Тростниця (рос. Тростница) — хутір в Конишевському районі Курської області Російської Федерації.
Населення становить 4 особи. Входить до складу муніципального утворення Прилепська сільрада.

## Історія
Населений пункт розташований на території українського етнічного та культурного краю Східна Слобожанщина.
Від 2004 року входить до складу муніципального утворення Прилепська сільрада.

## Населення
| 2002 | 2010 |
| ---- | ---- |
| 13   | ↘4   |